# Acidiella disjuncta
Acidiella disjuncta
 es una especie de insecto del género Acidiella de la familia Tephritidae del orden Diptera. 
Ito la describió científicamente por primera vez en el año 1953.